# Volquart Pauls
Volquart Pauls (* 23. Januar 1884 in Kating; † 9. Mai 1954 in Kiel) war ein deutscher Historiker, der sich vor allem mit der Geschichte Schleswig-Holsteins befasste.

## Leben
Pauls Vater war Deichgraf. Volquart Pauls studierte Germanistik und Geschichte an der Christian-Albrechts-Universität Kiel, wo er als wissenschaftlicher Mitarbeiter auch am Schleswig-Holsteinischen Wörterbuch mitarbeitete. Ab 1909 war Pauls als Gymnasiallehrer in Kiel, Rendsburg und Elmshorn tätig, bevor er 1919 Landesbibliothekar und in dieser Funktion Direktor der Schleswig-Holsteinischen Landesbibliothek in Kiel (diesen Titel hatte er offiziell von 1940 bis 1948 inne) wurde. Ab 1921 war er Sekretär der Gesellschaft für Schleswig-Holsteinische Geschichte, was er bis 1951 blieb. Daneben war er 1939 bis 1948 Honorarprofessor für Schleswig-Holsteinische Geschichte an der Universität Kiel.
Pauls befasste sich vor allem mit der Geschichte Schleswig-Holsteins im Mittelalter und der frühen Neuzeit. Er war Herausgeber der „Zeitschrift der Gesellschaft für Schleswig-Holsteinische Geschichte“ und der „Quellen und Editionen zur Geschichte Schleswig-Holsteins“. Pauls gab 1924 und 1932 die Bände 4 und 5 der „Schleswig-Holstein-Lauenburgischen Regesten und Urkunden“ im Auftrag des Schleswig-Holsteinischen Landesarchivs heraus. Mit Otto Scheel war er Initiator der mehrbändigen „Geschichte Schleswig-Holsteins“ (ab 1933), die neu bearbeitet und herausgegeben von Olaf Klose ab 1957 im Wachholtz Verlag (Neumünster) erschien. 1955 wurde die Gründungsgeschichte über die Universität Kiel von seinem akademischen Lehrer Carl Rodenberg aus dem Nachlass herausgegeben.

## Auszeichnungen
- 1953: Lornsen-Kette des Schleswig-Holsteinischen Heimatbundes
- 1954: Verdienstkreuz der Bundesrepublik Deutschland[3]

## Schriften (Auswahl)
Monografien
- Geschichte der Reformation in Schleswig-Holstein (= Schriften des Vereins für Schleswig-Holsteinische Kirchengeschichte. Sonderh. 1, ISSN 0933-095X). Cordes, Kiel 1922.
- Die Vorgänge von 1460 und ihre Bedeutung für die schleswig-holsteinische Geschichte (= Schleswig-Holsteinische Heimatschriften. H. 20, ZDB-ID 845259-3). Schleswig-Holsteiner-Bund, Kiel 1928.
- Landesherrschaft und Selbstverwaltung in Eiderstedt. Lühr & Dircks, Garding 1932, (Vortrag, gehalten bei der Tagung der Gesellschaft für Schleswig-Holsteinische Geschichte in Tönning am 25. Juni 1932).
- Klaus Groth und Emil Kuh’s Hebbel-Biographie (= Jahresgabe der Hebbelgemeinde. 1934, ZDB-ID 1088817-2). Westholstische Verlags Anstalt Heider Anzeiger, Heide (Holstein) 1934.
- Ist „Südschleswig“ wirklich dänisch? Flensburger Verlagsanstalt, Flensburg 1948.
- Schleswig-Holstein zwischen Nord und Süd (= Akademische Schriften. 4, ZDB-ID 500955-8). Wachholtz, Neumünster 1950.

Herausgeberschaften
- Aus eiserner Zeit. 1914. Briefe aus dem Felde. Groth, Elmshorn 1914.
- Auf hoher See. 1914. Briefe und Berichte von unserer Flotte. Groth, Elmshorn 1915. (Digitalisat)
- Uwe Jens Lornsens Briefe an Franz Hermann Hegewisch. Bergas, Schleswig 1925.
- Hundert Jahre Gesellschaft für Schleswig-Holsteinische Geschichte 1833 – 13. März – 1933. Wachholtz, Neumünster 1933.
- Um den Quickborn. Briefwechsel zwischen Klaus Groth und Karl Müllenhoff. Wachholtz, Neumünster 1938.
- Carl Rodenberg: Die Anfänge der Christian-Albrechts-Universität Kiel (= Quellen und Forschungen zur Geschichte Schleswig-Holsteins. Bd. 31, ISSN 0173-0940). Aus dem Nachlass überarbeitet, ergänzt und herausgegeben. Wachholtz, Neumünster 1955.
- Johannes Brahms. Klaus Groth. Briefe der Freundschaft. Westholsteinische Verlagsanstalt, Heide (Holstein) 1956.